# Benjamin Mbunga Kimpioka
Benjamin Mbunga Kimpioka (Knivsta, 2000. február 21. –) svéd korosztályos válogatott labdarúgó, a skót St. Johnstone játékosa.

## Pályafutása

### Klubcsapatokban
Kimpioka a svédországi Knivsta községben született. Az ifjúsági pályafutását a Knivsta és Sirius csapatában kezdte, majd az angol Sunderland akadémiájánál folytatta.
2018-ban mutatkozott be a Sunderland harmadosztályban szereplő felnőtt keretében. 2021-ben a Torquay United és a Southend United csapatát erősítette kölcsönben. 2022. március 31-én hároméves szerződést kötött a svéd első osztályban érdekelt AIK együttesével. Először a 2022. április 17-ei, Malmö ellen 3–0-ra elvesztett mérkőzés 65. percében, Nicolás Stefanelli cseréjeként lépett pályára. Első gólját 2022. július 10-én, az Elfsborg ellen idegenben 2–2-es döntetlennel zárult találkozón szerezte meg. A 2022–23-as szezon második felében a svájci Luzernnél szerepelt kölcsönben. 2023. január 28-án, a Basel ellen idegenben 3–2-re megnyert bajnokin debütált és egyben megszerezte első gólját is a klub színeiben.
2024. január 2-án aláírt a skót St. Johnstone csapatához.

### A válogatottban
Kimpioka az U18-as, az U19-es és az U21-es korosztályú válogatottakban is képviselte Svédországot.
2019-ben debütált az U21-es válogatottban. Először a 2019. március 22-ei, Oroszország ellen 2–0-ra elvesztett mérkőzés 85. percében, Viktor Gyökerest váltva lépett pályára. Első gólját 2019. március 25-én, Skócia ellen 2–1-es győzelemmel zárult barátságos mérkőzésen szerezte meg.

## Statisztikák
2023. január 28. szerint
| Klub                | Szezon   | Osztály            | Bajnokság | Bajnokság | Kupa  | Kupa | Nemzetközi | Nemzetközi | Összesen | Összesen |
| Klub                | Szezon   | Osztály            | Meccs     | Gól       | Meccs | Gól  | Meccs      | Gól        | Meccs    | Gól      |
| ------------------- | -------- | ------------------ | --------- | --------- | ----- | ---- | ---------- | ---------- | -------- | -------- |
| Sunderland          | 2018–19  | League One         | 4         | 0         | 5     | 2    | —          | —          | 9        | 2        |
| Sunderland          | 2019–20  | League One         | 4         | 1         | 1     | 0    | —          | —          | 5        | 1        |
| Sunderland          | 2021–22  | League One         | 2         | 1         | 2     | 0    | —          | —          | 4        | 1        |
| Sunderland          | Összesen | Összesen           | 10        | 2         | 8     | 2    | 0          | 0          | 18       | 4        |
| AIK                 | 2022     | Allsvenskan        | 16        | 1         | 0     | 0    | 6          | 0          | 22       | 1        |
| Luzern (kölcsönben) | 2022–23  | Swiss Super League | 1         | 1         | 0     | 0    | —          | —          | 1        | 1        |
| Összesen            | Összesen | Összesen           | 27        | 4         | 8     | 2    | 6          | 0          | 41       | 6        |

## Sikerei, díjai
- Sunderland
  - Football League Trophy: 2020–21[11]